# Masparraute
Masparraute is een gemeente in het Franse departement Pyrénées-Atlantiques (regio Nouvelle-Aquitaine) en telt 240 inwoners (2004). De plaats maakt deel uit van het arrondissement Bayonne.

## Geografie
De oppervlakte van Masparraute bedraagt 8,2 km², de bevolkingsdichtheid is 29,3 inwoners per km².
De onderstaande kaart toont de ligging van Masparraute met de belangrijkste infrastructuur en aangrenzende gemeenten.

## Demografie
Onderstaande figuur toont het verloop van het inwonertal (bron: INSEE-tellingen).